# ガーフィールド3
『ガーフィールド3』（英：Garfield Gets Real）は、2007年に公開されたアメリカ合衆国のアニメ映画。ジム・デイビスの漫画『ガーフィールド』を原作とした、アニメと3D-CGの合成による映画である。オリジナルビデオ時タイトルは『ガーフィールド』。

## キャスト
- ガーフィールド - フランク・ウェルカー
- ジョン - ウォーリー・ウィンガート
- オーディ  - グレッグ・バーガー
- ナーマル - ジェイソン・マースデン
- アーリーン - オードリー・ヴァシレフスキー
- イーライ - グレッグ・イーグルス
- シーラ - ラジャ・バラウディ
- ウォーリー - ニール・ロス